# 波切特
波切特（羅馬化：Pochet ) 是一條位於俄罗斯克拉斯诺亚尔斯克边疆区阿班区的村莊。

## 出身名人
- 維克多·梅德韋丘克（1954年—），烏克蘭親俄政治人物